# Liste von Quittensorten
Die Liste der Quittensorten enthält Sorten der Quitte.

## Quittensorten
| Sorte                        | Bild | Bemerkung |
| ---------------------------- | ---- | --- |
| Aromatnaya                   |      | - weitere Bezeichnung: Krymska - starkes, apfelähnliches Aroma - gute Lagerfähigkeit |
| Astheimer Perlquitte         |      | - Benannt nach dem Ort Astheim in Unterfranken - kleine Früchte - starkes Aroma mit intensivem Duft - hoher Pektingehalt (gute Gelierfähigkeit) |
| Bereczki Apfelquitte         |      | - Benannt nach dem ungarischen Pomologen Máté Bereczki. |
| Bereczki Birnenquitte        |      | - Ungarische Sorte, Hauptsorte in Ungarn - Sehr große Früchte (bis 400 Gramm), mildes Aroma und hohe Saftausbeute - Benannt nach dem ungarischen Pomologen Mate Bereczki - hohe Alternanzneigung - Selbstfruchtbar - hoher Zierwert der großen, dunkelgrünen Blätter und gelben Früchte |
| Bourgeat                     |      | |
| Champion                     |      | - auch Meisterquitte genannt - frühe, mittelhohe Erträge - schwacher Wuchs, daher für den Hausgarten geeignet - bevorzugt warmes Klima - säuerlicher Geschmack, daher für Verschnitt mit anderen Saftsorten gut geeignet - hohe Feuerbrandanfälligkeit                                  |
| Childs’                      |      | |
| Chinesische Quitte           |      | auch Chinese Quince |
| Cydopom                      |      | |
| Cydora                       |      | |
| Cydora Robusta               |      | - Neuzüchtung aus Geisenheim von Prof. Dr. Jacob 1989, Kreuzung von Konstantinopler und Ronda - süß-säuerliches, kräftiges Aroma - robuste Sorte, wenig Steinzellen |
| Danuviana                    |      | |
| Djare Diva                   |      | |
| Fränkische Hausquitte        |      | |
| Fuller                       |      | |
| Ingenheimer Bombenquitte     |      | auch Ingenheimer Riesenquitte |
| Ispolinskaja                 |      | |
| Konstantinopeler Apfelquitte |      | - weitverbreitete Sorte - hohe Erträge - robust gegenüber Krankheiten und Schädlingen - säuerlicher, aromatischer Geschmack - vermutlich selbstunfruchtbar, daher im Hausgarten nur in Kombination mit anderer Sorte anpflanzen - hohe Feuerbrandanfälligkeit                           |
| Kuganskaya                   |      | |
| Langfrüchtige                |      | |
| Limon Ayvasi                 |      | - auch Zitronenquitte genannt - starkes Zitronenaroma, sanftes Fruchtfleisch |
| Marokkanische Birnenquitte   |      | |
| Meech's Prolific             |      | |
| Muskatnaja                   |      | - auch Muskatquitte genannt - sehr würziges Aroma - hoher Zuckergehalt in den Früchten |
| Orange                       |      | |
| Pineapple                    |      | |
| Portugiesische Birnenquitte  |      | - weitverbreitete Sorte - frühe, hohe Erträge - gut für Verarbeitung geeignet - sehr frostempfindlich - robust gegenüber Krankheiten und Schädlingen - selbstfruchtbar |
| Quebec                       |      | |
| Radonia                      |      | - mittelstarker Wuchs mit großen Früchten - optische Ähnlichkeit mit der Sorte 'Rea's Mammoth' - geringe Lagerzeit (4–6 Wochen) - gute Verwendbarkeit zum Schnapsbrennen |
| Rea's Mammoth                |      | |
| Riesenquitte von Leskovac    |      | - auch Leskovač, Lescovac oder Leskovac genannt - apfelähnliche Form - hohe Erträge - sehr frosthart - hoher Zierwert der großen Blüten, Früchte und Blätter - selbstunfruchtbar, daher im Hausgarten nur in Kombination mit anderer Sorte anpflanzen                                   |
| Riesenquitte von Vranja      |      | - auch Vranja oder Vrania genannt - hohe Erträge - späte Blüte, daher geringe Gefahr von Frostschäden - gute Saftausbeute, wegen der hohen Säureanteile zum Verschnitt mit anderen Säften geeignet                                                                                      |
| Ronda                        |      | |
| Toronto                      |      | |
| Triumph                      |      | |
| Turunguskaja                 |      | |
| Van Deman                    |      | |
| Wudonia                      |      | |